# Dioscorea trollii
Dioscorea trollii är en enhjärtbladig växtart som beskrevs av Reinhard Gustav Paul Knuth. Dioscorea trollii ingår i släktet Dioscorea och familjen Dioscoreaceae. Inga underarter finns listade i Catalogue of Life.